# Ед Стаффорд
Ед Стаффорд (англ. Ed Stafford; нар. 1975, Пітерборо, Велика Британія) — англійський дослідник і колишній капітан британської армії. Перша людина у світі, яка пройшла пішки уздовж усієї Амазонки.

## Біографія
Британець Ед Стаффорд почав займатися експедиціями в 2002 році, по завершенні служби в армії. Колишній військовий працював у Місії ООН в Афганістані, брав участь у природоохоронному проекті BBC «Утрачені землі ягуара».
У квітні 2008 року Ед Стаффорд вирушив у свою безпрецедентну пішу експедицію вздовж усього русла Амазонки. Майже через два з половиною роки він, перетнувши всю Південну Америку, вийшов до гирла колосальної річки на узбережжі Атлантики.
У травні 2009 року Стаффорд з'явився на обкладинці журналу «Geographical», який належить Королівському географічному товариству.
У 2011 році Книга рекордів Гіннеса офіційно визнала досягнення Стаффорда.

## Фільми
- Ed Stafford: First Man Out (2019)
- Ed Stafford: Left For Dead (2017)
- Ed Stafford Into the Unknown (2015)
- Marooned with Ed Stafford (2014)
- Naked and Marooned with Ed Stafford (2013)
- Walking the Amazon (2011)

## Книги
- Ед Стаффорд. Уздовж Амазонки. 860 днів. Неможливе завдання. Неймовірна подорож. Переклад: Андрій Бондар. К.: Темпора, 2012. - 280 с. (укр.)